# کشتی مین‌جمع‌کن کلاس ماهه
کشتی مین‌جمع‌کن کلاس ماهه (به انگلیسی: Mahé-class minesweeper) یک کلاس از کشتی است که طول آن 26  m می‌باشد.